# Crysis Warhead
Crysis Warhead é uma expansão de Crysis do gênero de tiro em primeira pessoa, lançado pela Crytek em 2008 e distribuído pela Electronic Arts, o jogo possui a CryENGINE 2 mesma de Crysis.

## História
Warhead conta uma história paralela à que se passou no primeiro jogo. Deve-se conduzir o sargento Psycho Sykes, um dos personagens coadjuvantes do primeiro jogo, através dos acontecimentos do lado oposto da ilha do jogo original. Além de protagonizar o jogo, o sargento Sykes ainda se completa ao clima intenso do jogo, já que é uma espécie de estereótipo do militar valentão.

## Jogabilidade
Além do estilo de ação diferenciado, várias novidades acompanham Warhead, como um renovado arsenal (com muitas armas personalizáveis) e vários novos veículos. Além disso, os gráficos foram visivelmente melhorados graças à utilização da CryEngine 2 e de um novo sistema de partículas e de iluminação. O jogo também conta com uma AI (inteligência artificial) bem mais realista.